# Laas Geel
Laas Geel of Laas Gaal is een complex van tien rotsformaties nabij Hargeisa (Somalië). Het omvat enkele van de oudste rotstekeningen in de Hoorn van Afrika, waarvan wordt geschat dat ze dateren uit een periode tussen c. 3500 tot 2500 v.Chr.

## Etymologie
Laas Geel is een combinatie van de Somalische woorden laas (put) en geel (kameel). Het betekent dus vrij vertaald kamelenput.

## Ontdekking
Hoewel Laas Geel al voor eeuwen bij de lokale bevolking bekend was, kreeg het complex pas internationale aandacht toen een groep van Franse archeologische onderzoekers het gebied eind 2002 doorzochten. Het oorspronkelijke doel van de expeditie was om grotten en rotsformaties te vinden en te documenteren, om zo de historische periode aan te duiden wanneer er productie en handel in het gebied plaatsgevonden had. Laas Geel werd ontdekt in een perfecte staat en heden ten dage zijn alle rotstekeningen nog duidelijk zichtbaar op de rotsen. Een jaar na de Franse ontdekking, eind 2003, keerden experts terug naar Laas Geel om een gedetailleerd onderzoek te doen naar de tekeningen.

## Beschrijving
De rotstekeningen verbeelden wilde dieren (honden en giraffen) en vee, waaronder koeien en stieren. Ook zijn er herders te onderscheiden, waarvan wordt aangenomen dat zij de rotstekeningen in de prehistorie hebben aangebracht. De rotstekeningen nabij Laas Geel zijn in dezelfde kenmerkende Ethiopisch-Arabische stijl als andere rotstekeningen, zoals nabij Dhambalin en Karinhegane, die ook in Somaliland zijn gesitueerd.

## Galerij

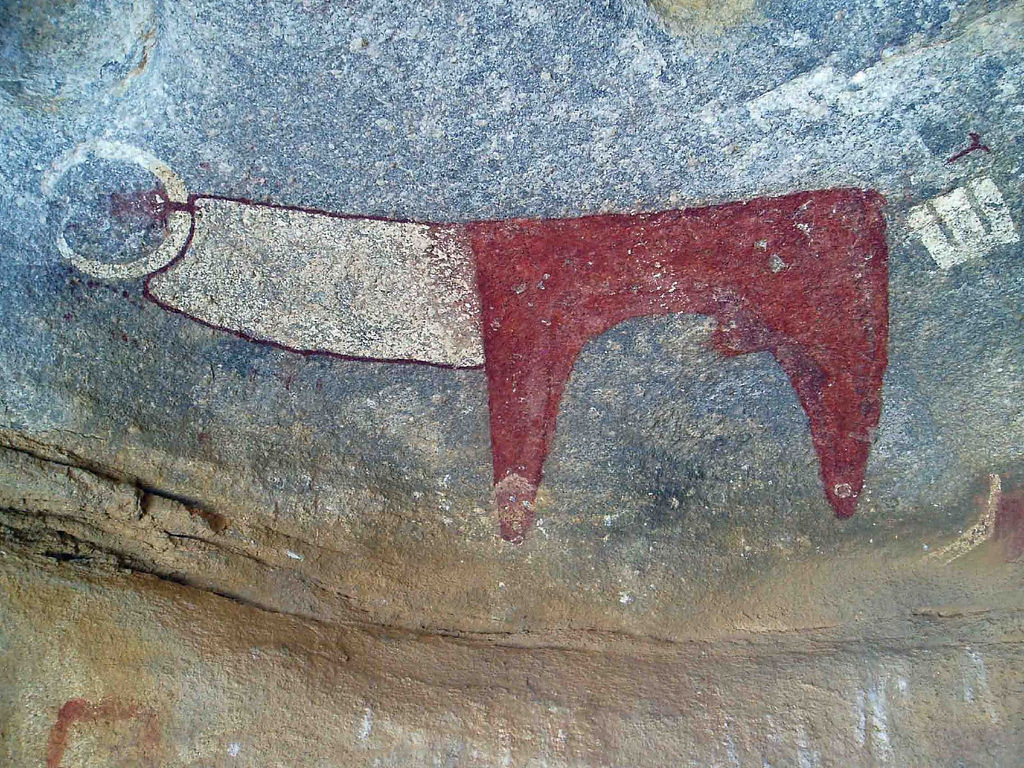
Afbeelding van een ceremoniële koe
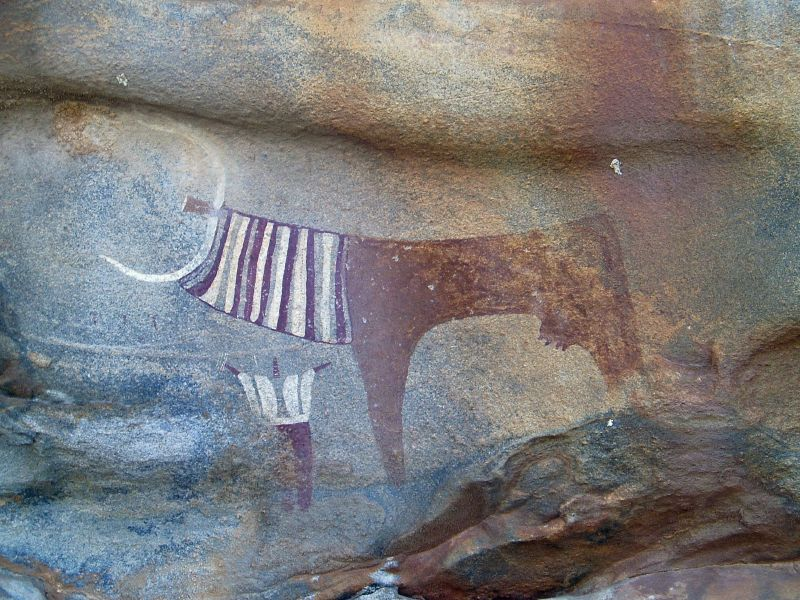
Een herder en een koe
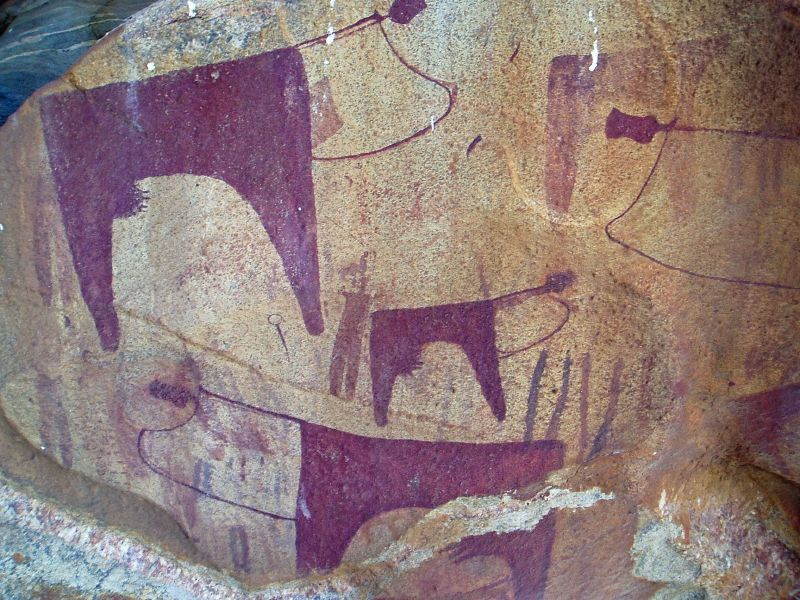
Een groep koeien
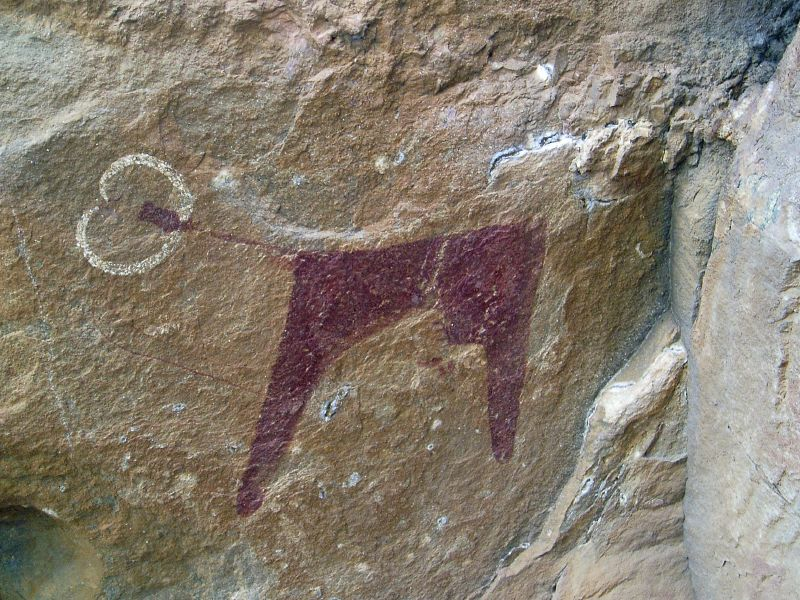
Een koe
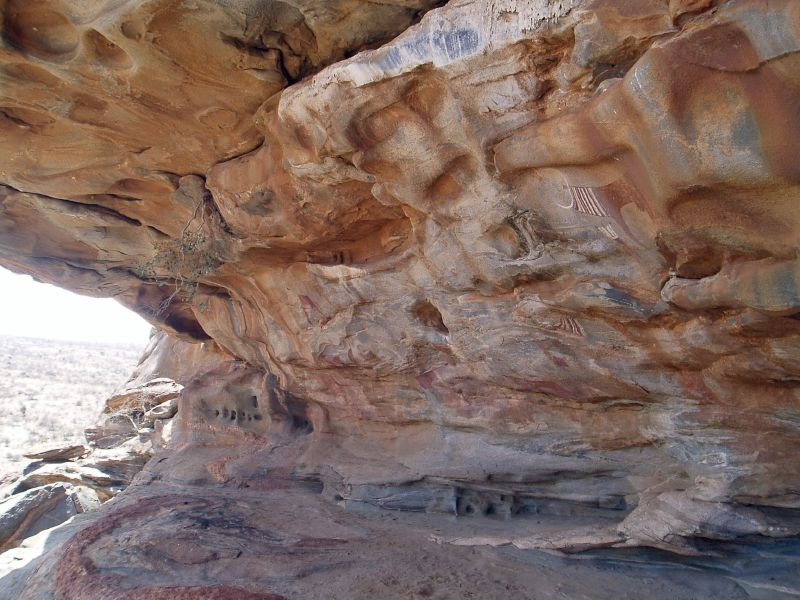
Een van de rotsen nabij Laas Geel
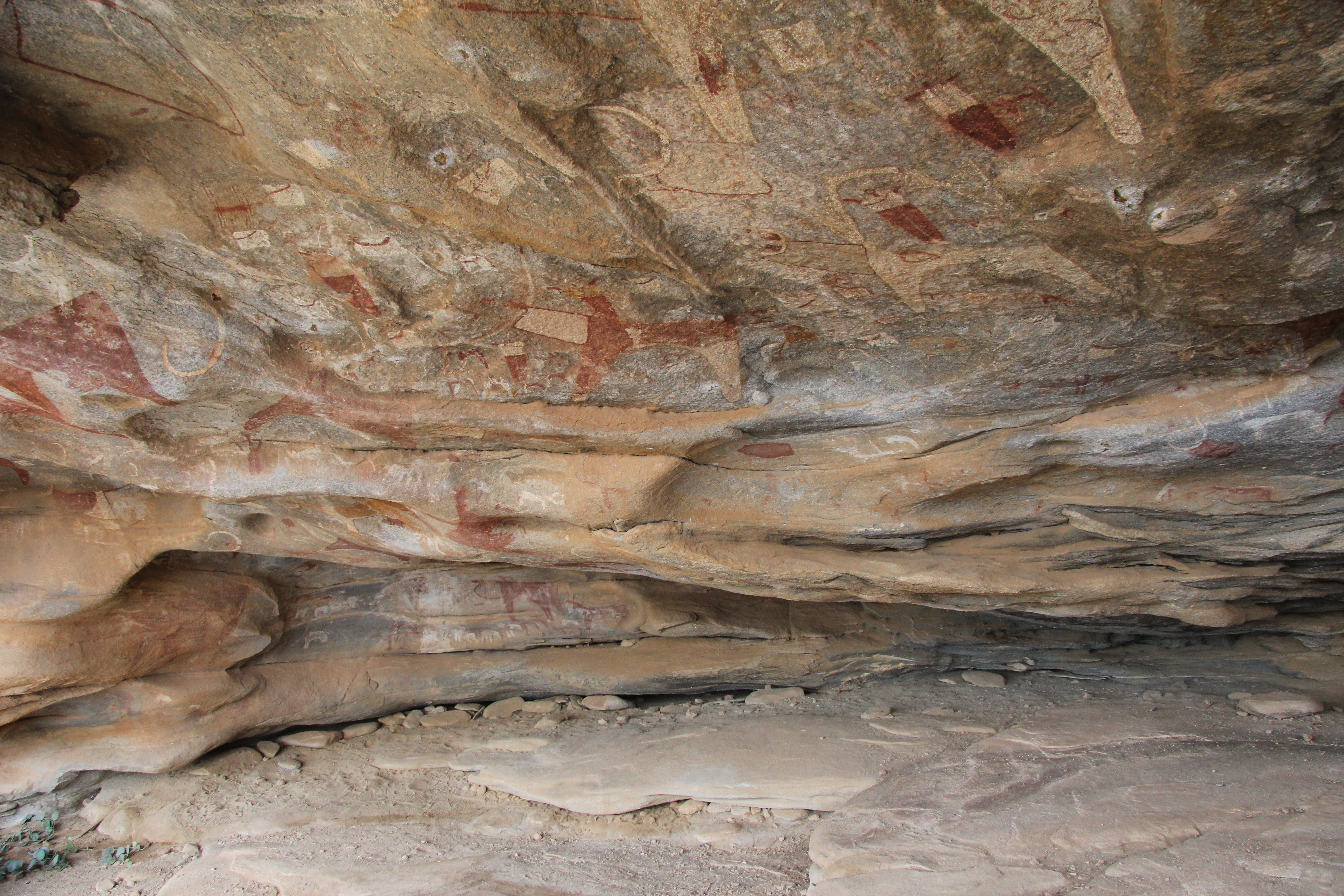
Verschillende rotstekeningen
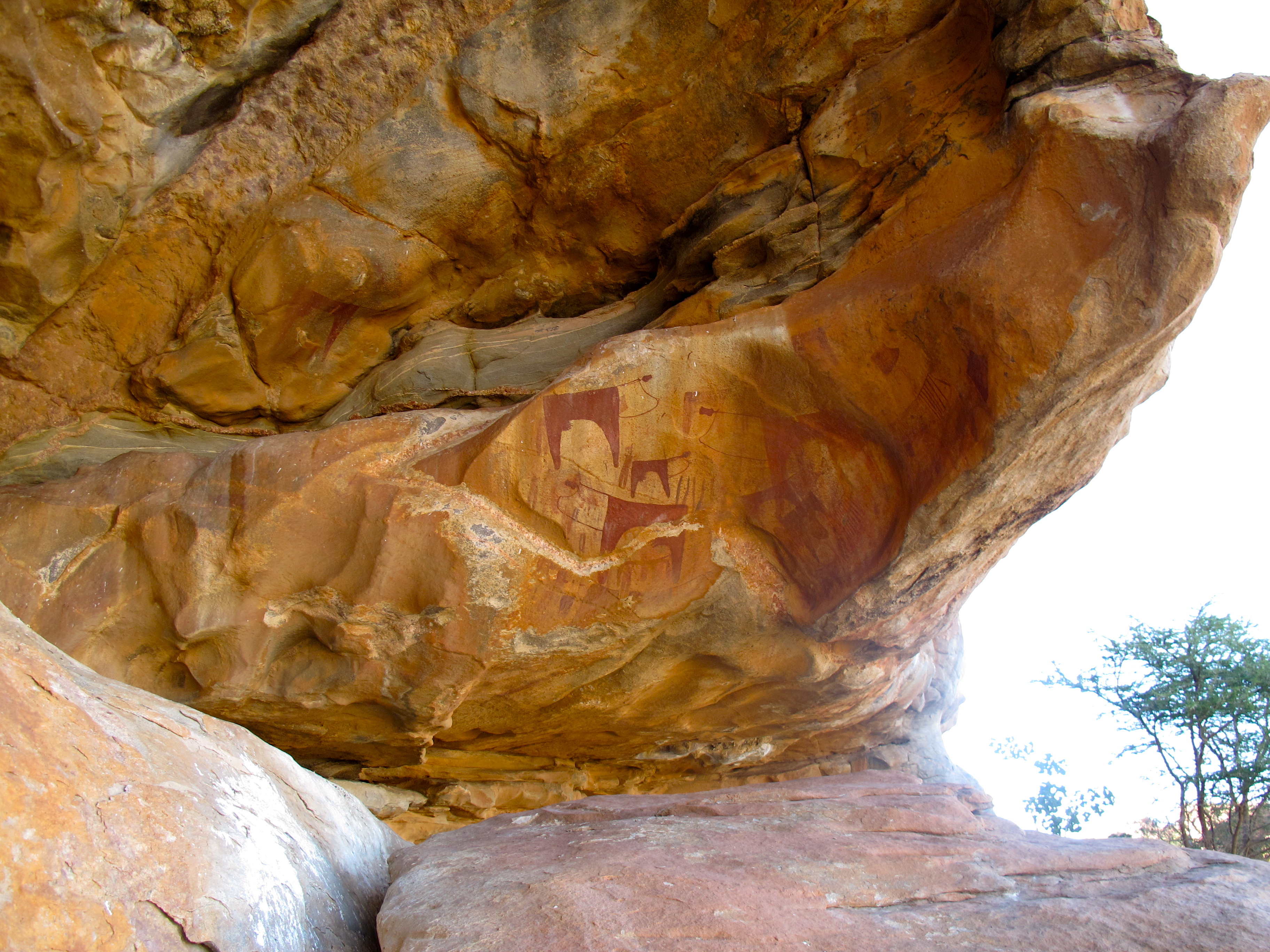
Laas Geel